# 運動学
運動学（うんどうがく、英語: kinematics）は、物理学における古典力学の一分野で、運動に影響を与える要素や原因を考慮せずに、物体の運動のようすを記述する学問である。主に、物体の位置とその時間変化について考える。数理的な手法が用いられることが多い。運動学の形式には動作の記述（移動運動学）と回転の記述（回転運動学）がある。実際の物体の場合、運動学はとても複雑であり一般的に厳密な物体の状態は、移動と回転の運動学の両方を兼ね合わせて記述する。